# Opacz (przystanek kolejowy)
Opacz – przystanek Warszawskiej Kolei Dojazdowej położony przy ul. Ryżowej w Opaczy-Kolonii. Najbliższy administracyjnej granicy Warszawy.
W roku 2022 wymiana pasażerska na przystanku wyniosła 2 000-3 000 osób.
Przystanek jest granicą strefy wspólnego biletu ZTM – KM – WKD.
| Linia | Trasa                                                                                           | Takt       |
| ----- | ----------------------------------------------------------------------------------------------- | ---------- |
| WKD   | Warszawa Śródmieście WKD – Opacz – Pruszków WKD – Podkowa Leśna Główna – Grodzisk Maz. Radońska | 15/60 min. |
| WKD   | Warszawa Śródmieście WKD – Opacz – Pruszków WKD – Podkowa Leśna Główna – Milanówek Grudów       | 30/60 min. |

## Opis przystanku

### Peron
Przystanek składa się z dwóch peronów bocznych leżących po przeciwnych stronach ulicy. Każdy peron posiada jedną krawędź peronową.
- Na peronie 1 zatrzymują się pociągi jadące w kierunku Warszawy
- Na peronie 2 zatrzymują się pociągi jadące w kierunku Grodziska Mazowieckiego.

Powierzchnia peronów pokryta jest kostką brukową.
Na peronach znajdują się dwie blaszane wiaty przystankowe

### Przejazd kolejowy
Pomiędzy peronami znajduje się przejazd kolejowy. Położony jest wzdłuż ul. Ryżowej.

## Ciekawostki
Przystanek WKD Opacz wystąpił na początku lat 70. w teledysku do piosenki Marty Mirskiej Mała stacja .